# Westphalia (Iowa)
Pour les articles homonymes, voir Westphalia.
Westphalia est une ville du comté de Shelby, en Iowa, aux États-Unis. Elle est fondée en 1874 et incorporée le 7 novembre 1919.

## Source de la traduction
- (en) Cet article est partiellement ou en totalité issu de l’article de Wikipédia en anglais intitulé « Westphalia, Iowa » (voir la liste des auteurs).